# Waldemar Kita
Waldemar Kita (Stettino, 7 maggio 1953) è un dirigente sportivo e imprenditore polacco con cittadinanza francese, presidente del Football Club de Nantes dal 2007 e presidente del Football Club Lausanne-Sport dal 1998 al 2001.

## Biografia

### Imprenditoria
Nato a Stettino, arriva in Francia nel 1968 all’età di 15 anni.
In Francia si forma come optometrista e nell'agosto 1987 fonda assieme a Pierre Lesauvage e Bruno Willerval la società Cornéal, specializzata in oftalmologia e nella medicina estetica.
Nel dicembre 2006, dopo diciannove anni alla guida dell'azienda stessa, vende le proprio quote alla società americana Allergan per 170 milioni di euro.
L'anno successivo a Archamps crea la società Vivacy, venduta nel 2022 a Bridgetpoint per circa 900 milioni di euro.

### Calcio
Appassionato di calcio, dal 1998 al 2001 è stato presidente del Football Club Lausanne-Sport, che portò alla vittoria di due coppe nazionali, prima di cederlo a Bernard Jaton.
Sotto la presidenza di quest'ultimo il club affrontò la prima retrocessione in seconda serie e, inoltre, giunge al fallimento. Tuttavia, Kita viene accusato di aver dato inizio a questo processo di regressione del club.
Nel 2007, invece, acquista da Socpresse il Football Club de Nantes, all'epoca militante in Ligue 2.
Dopo la sua salita alla presidenza, nella stagione 2007-2008, il club è stato promosso in Ligue 1, ha vinto la Coppa di Francia nel 2021-2022 ed è ritornata a partecipare ad una competizione europea, l'UEFA Europa League nella stagione 2022-2023.
Nonostante i risultati ottenuti, Kita è stato più volte accusato di mal gestione da parte dei tifosi del club stesso, visto che per più stagioni il club è arrivato nella parte bassa della classifica, lottando per non retrocedere.